# Sjunkhatten nationalpark
Sjunkhatten nationalpark (Dávga suoddjimpárkka) er en nationalpark som ligger i et kuperet fjeld- og dalområde i Nordland fylke i Norge; nord for Bodø og sydvest for Sørfolda-fjorden. Parken blev oprettet i 2010, for at «tage vare på et stort, sammenhængende og vildmarkspræget naturområde som indeholder særegne, repræsentative økosystemer og landskaber, og som er uden større indgreb».  Den dækker et område på 417,5 km2.
Nationalparken ligger i kommunerne Bodø, Fauske og Sørfold. Parken er lanceret som «Børnenes
nationalpark», og regeringen ønsker at lægge vægt på speciel tilrettelæggelse og udvikling af tilbud rettet mod børn og unge. 

## Geografi, landskab, geologi
Landskabet er præget af erosion fra isbræer, med spidse toppe og afrundede fjelde, dalbunde og moræner. Området har mange floder og søer, og viltre fjeldelve præger landskabet. 
Der findes flere sjældne plante- og dyrearter hvoraf 18 er såkaltde rødlistearter. 
Det beskyttede område har også mange grotter og fremstår som et af de vigtigste grotteområder i Norge.

## Forvaltning og brug af området
Erhvervsinteresserne i værneområdet er knyttet til traditionelle erhverv. Duokta rengræsningsdistrikt ligger indenfor nationalparken og har græsningsinteresser i store deler af området. Landbruget har også græsningsinteresser, der græsser flere tusind får i nationalparken.

## Eksterne kilder og henvisninger
1. ↑  regjeringen.no: værneforskriften

- Informationsside om Sjunkhatten nationalpark Arkiveret 11. maj 2012 hos  Wayback Machine hos Direktoratet for naturforvaltning.
- regjeringen.no: Pressemeddelelse ved oprettelsen 5.2.2010

67°24′N 15°0′Ø / 67.400°N 15.000°Ø